# Bathypogon rubellus
Bathypogon rubellus là một loài ruồi trong họ Asilidae. Bathypogon rubellus được Hull miêu tả năm 1956. Loài này phân bố ở miền Australasia.